# Trapani Calcio 2020-2021
Questa voce raccoglie le informazioni riguardanti il Trapani Calcio nelle competizioni ufficiali della stagione 2020-2021.

## Antefatti
Dopo la retrocessione dalla Serie B, la stagione 2020-2021 è per il Trapani Calcio la 34ª partecipazione alla terza serie del Campionato italiano di calcio.
Per la mancata presenza del medico sociale (per i protocolli COVID-19) e dell'allenatore tesserati, la squadra non può scendere in campo nell'esordio casalingo e subisce la sconfitta a tavolino e un punto di penalizzazione. Nella seconda giornata rinuncia alla trasferta a Catanzaro perché senza allenatore. 
Il giudice sportivo delibera quindi di escludere la società dal campionato di competenza il 5 ottobre 2020 e il conseguente svincolo di tutti i tesserati.
Il 22 dicembre 2020 viene dichiarato il fallimento del Trapani Calcio.

## Rosa
- Rosa fino al 6 ottobre 2020 poi tutti svincolati d'ufficio.

| N. |                    | Ruolo | Calciatore                 |
| -- | ------------------ | ----- | -------------------------- |
|    | Albania (bandiera) | P     | Elhan Kastrati             |
|    | Italia (bandiera)  | P     | Giuseppe Stancampiano      |
|    | Italia (bandiera)  | P     | Matteo Bruno               |
|    | Italia (bandiera)  | D     | Luca Pagliarulo (capitano) |
|    | Italia (bandiera)  | D     | Alessio Barbara            |
|    | Italia (bandiera)  | D     | Enrico Canino              |
|    | Italia (bandiera)  | D     | Giuseppe Fili              |

| N. |                   | Ruolo | Calciatore         |
| -- | ----------------- | ----- | ------------------ |
|    | Italia (bandiera) | D     | Francesco Laurenzi |
|    | Italia (bandiera) | C     | Filippo Tolomello  |
|    | Italia (bandiera) | C     | Giacomo Molinari   |
|    | Italia (bandiera) | C     | Riccardo Cataldi   |
|    | Italia (bandiera) | C     | Giuseppe D'Anca    |
|    | Italia (bandiera) | C     | Gregorio Luperini  |
|    | Italia (bandiera) | A     | Luca Valenti       |

## Calciomercato

### Sessione estiva
| Acquisti | Acquisti     | Acquisti | Acquisti      |
| R.       | Nome         | da       | Modalità      |
| -------- | ------------ | -------- | ------------- |
| A        | M'Bala Nzola | Spezia   | fine prestito |

| Cessioni | Cessioni              | Cessioni        | Cessioni       |
| R.       | Nome                  | a               | Modalità       |
| -------- | --------------------- | --------------- | -------------- |
| D        | Alessandro Buongiorno | Torino          | fine prestito  |
| A        | Nicola Dalmonte       | Genoa           | fine prestito  |
| C        | Mamadou Coulibaly     | Udinese         | fine prestito  |
| C        | Tomasz Kupisz         | Bari            | fine prestito  |
| D        | Shay Ben David        | Maccabi Haifa   | fine prestito  |
| D        | Roberto Pirrello      | Empoli          | fine prestito  |
| A        | Filip Piszczek        | KS Cracovia     | fine prestito  |
| D        | Andrea Colpani        | Atalanta        | fine prestito  |
| P        | Marco Carnesecchi     | Atalanta        | fine prestito  |
| D        | Michele Fornasier     | Parma           | fine prestito  |
| C        | Marco Moscati         | Perugia         | fine prestito  |
| C        | Moses Odjer           | Palermo         | definitivo     |
| C        | Jonathan Biabiany     | San Fernando CD | definitivo     |
| D        | Stefano Scognamillo   | Alessandria     | definitivo     |
| D        | Stefan Strandberg     | Ural            | definitivo     |
| D        | Alessandro Martina    | Siena           | definitivo     |
| A        | Stefano Pettinari     | Lecce           | definitivo     |
| C        | Anthony Taugourdeau   | Venezia         | definitivo     |
| C        | Salvatore Aloi        | Avellino        | definitivo     |
| D        | Fausto Grillo         | -               | fine contratto |
| C        | Nikola Jakimovski     | -               | fine contratto |
| D        | Lorenzo Del Prete     | -               | fine contratto |
| A        | Felice Evacuo         | -               | fine contratto |
| C        | Luigi Scaglia         | -               | fine contratto |

### Coppa Italia

#### Turni preliminari
| Brescia 30 settembre 2020, ore 20:00 CEST Secondo turno | Brescia            | 3 – 0 (tav.) referto | Trapani | Stadio Mario Rigamonti\| Arbitro: \| Illuzzi (Molfetta) \| |
| Arbitro:                                                | Illuzzi (Molfetta) |                      |         |                                                            |

## Statistiche

### Statistiche di squadra
| Competizione | Punti | In casa | In casa | In casa | In casa | In casa | In casa | In trasferta | In trasferta | In trasferta | In trasferta | In trasferta | In trasferta | Totale | Totale | Totale | Totale | Totale | Totale | DR |
| Competizione | Punti | G       | V       | N       | P       | Gf      | Gs      | G            | V            | N            | P            | Gf           | Gs           | G      | V      | N      | P      | Gf     | Gs     | DR |
| ------------ | ----- | ------- | ------- | ------- | ------- | ------- | ------- | ------------ | ------------ | ------------ | ------------ | ------------ | ------------ | ------ | ------ | ------ | ------ | ------ | ------ | -- |
| Coppa Italia | -     | 0       | 0       | 0       | 0       | 0       | 0       | 1            | 0            | 0            | 1            | 0            | 3            | 1      | 0      | 0      | 1      | 0      | 3      | -3 |
| Totale       | -     | 0       | 0       | 0       | 0       | 0       | 0       | 1            | 0            | 0            | 1            | 0            | 3            | 1      | 0      | 0      | 1      | 0      | 3      | -3 |